# Sarcophilus laniarius
Sarcophilus laniarius es una especie de marsupial dasiúrido carnívoro extinto, estrechamente emparentada con el moderno demonio de Tasmania (Sarcophilus harrisii). Richard Owen originalmente describió el primer espécimen de esta especie, si bien la denominó Dasyurus laniarus.

## Descripción
Depósitos fósiles en las calizas de Naracoorte en el sur de Australia que datan del Pleistoceno incluyen especímenes de S. laniarius, los cuales son cerca de 15 % mayores en tamaño y 50 % más pesados que los demonios de Tasmania actuales. Especímenes que se cree datan de entre 50 000 a 70 000 años fueron hallados en Darling Downs en Queensland y en Australia Occidental. Restos fósiles de esta especie también fueron encontrados en la caverna Henschke, en el parque nacional Cuevas de Naracoorte. No es claro si los actuales demonios evolucionaron de S. laniarius, o si ambos coexistieron en el tiempo. Richard Owen apoyó la última hipótesis en el siglo XIX basándose en los fósiles hallados en 1877 en Nueva Gales del Sur.
Comparaciones posteriores realizadas en los especímenes fósiles y recientes sugerían que no había evidencia suficiente para el reconocimiento de dos especies distintas, lo que implicaría que el nombre Sarcophilus laniarius tenía prioridad sobre el Sarcophilus harrisii. Colin Groves en 2005 restituyó el nombre S. harrisii para la especie reciente de demonio, dejando el nombre S. laniarius para la especie extinta, que debería ser considerada como una especie diferente ya que las medidas y características de la especie extinta y la actual no coinciden en muchas variables.
Se ha conjeturado que S. laniarius y S. moornaensis, otra especie extinta de gran tamaño, pueden haber sido tanto carroñeros como cazadores. Es sabido que hubo varios géneros de tilacinos hace millones de años, que eran muy variados en tamaño, siendo los menores más dependientes en su alimentación. Dado que el demonio y el tilacino son similares, la extinción de los géneros coexistentes de tilacinos ha sido citada como evidencia para una historia análoga para lo demonios. Se ha especulado que los tamaños menores de S. laniarius y S. moornaensis les permitía adaptarse a las condiciones cambiantes más efectivamente y sobrevivir más tiempo que sus correspondientes entre los tilacinos. Como la extinción de estas dos especies se dio en una época similar al poblamiento humano de Australia, es posible que la caza por parte de los recién llegados así como su impacto al despejar áreas forestadas hayan sido las causas de su extinción. Críticos de esta teoría puntúan que los indígenas australianos únicamente desarrollaron bumeranes y lanzas para cazar hace alrededor de 10 000 años, un fallo crítico porque es posterior a la extinción de mucha de la megafauna australiana y además hace improbable la caza sistemática. También anotan que las cuevas habitadas por aborígenes tienen una baja proporción de huesos y pinturas de demonios, y que esto es una indicación de que no formaban parte de la vida de estas poblaciones. Un reporte científico de 1910 afirmaba que los aborígenes preferían la carne de carne de herbívoros más que la de carnívoros. La otra teoría principal para la extinción es debido al cambio climático provocado por los cambios climáticos de la última Era de Hielo.